# ミシシッピ州第8選挙区
ミシシッピ州第8選挙区（みししっぴしゅうだいはちせんきょく、Mississippi's 8th congressional district）は、1903年から1933年までミシシッピ州に設置されたアメリカ合衆国下院の選挙区。

## 概要
1900年の国勢調査で選挙区が設置され、1930年の国勢調査で廃止された。選挙区の区域は、ハインズ郡、マディソン郡、ランキン郡、ウォーレン郡、ヤズー郡の全域。1918年に設置されたハンフリーズ郡の南部も区域に含まれている（設置時はヤズー郡の一部）。
民主党の勢力が極めて強く、設置された1902年から1930年までの15回の選挙全てで民主党系候補が当選し、うち11回は対立候補がいなかった。また、対立候補がいた4選挙のうち、1914年と1916年は無所属候補、1920年は社会党候補、1922年は共和党候補が対立候補として立ったが、最も民主党候補の得票率が少なかった1920年でさえ、社会党候補のE.F. Millerの票数は288、得票率は4.6%という有様だった。

## 選出議員リスト
| 議会                         |                         | 政党   |
| ---------------------------- | ----------------------- | ------ |
| 第58議会 （1903年 - 1905年） | ジョン・S・ウィリアムズ | 民主党 |
| 第59議会 （1905年 - 1907年） | ジョン・S・ウィリアムズ | 民主党 |
| 第60議会 （1907年 - 1909年） | ジョン・S・ウィリアムズ | 民主党 |
| 第61議会 （1909年 - 1911年） | ジェイムズ・コリアー    | 民主党 |
| 第62議会 （1911年 - 1913年） | ジェイムズ・コリアー    | 民主党 |
| 第63議会 （1913年 - 1915年） | ジェイムズ・コリアー    | 民主党 |
| 第64議会 （1915年 - 1917年） | ジェイムズ・コリアー    | 民主党 |
| 第65議会 （1917年 - 1919年） | ジェイムズ・コリアー    | 民主党 |
| 第66議会 （1919年 - 1921年） | ジェイムズ・コリアー    | 民主党 |
| 第67議会 （1921年 - 1923年） | ジェイムズ・コリアー    | 民主党 |
| 第68議会 （1923年 - 1925年） | ジェイムズ・コリアー    | 民主党 |
| 第69議会 （1925年 - 1927年） | ジェイムズ・コリアー    | 民主党 |
| 第70議会 （1927年 - 1929年） | ジェイムズ・コリアー    | 民主党 |
| 第71議会 （1929年 - 1931年） | ジェイムズ・コリアー    | 民主党 |
| 第72議会 （1931年 - 1933年） | ジェイムズ・コリアー    | 民主党 |